# Ryszard Krynicki
Ryszard Krynicki (* 28. června 1943, Sankt Valentin, Rakousko) je polský básník, nakladatel a překladatel. V počátcích své tvorby byl spojován s Generací 68, nazývanou rovněž Nová vlna.

## Básnické sbírky
- Pęd pogoni, pęd ucieczki 1968
- Akt urodzenia 1969
- Drugi projekt organizmu zbiorowego 1973
- Organizm zbiorowy 1975
- Nasze życie rośnie 1978

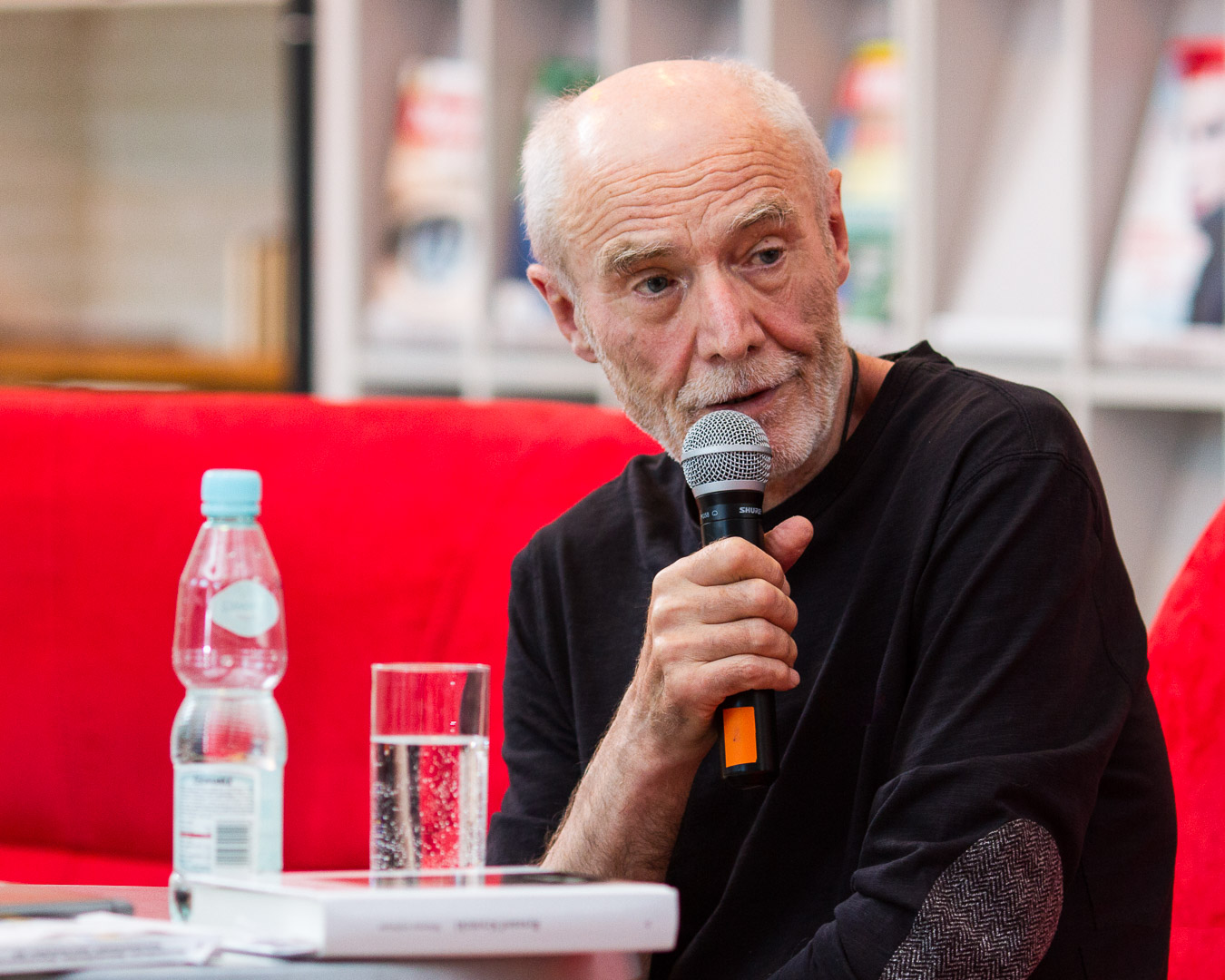
Ryszard Krynicki

- Ryszard KrynickiNiewiele więcej. Wiersze z notatnika 78-79 1981

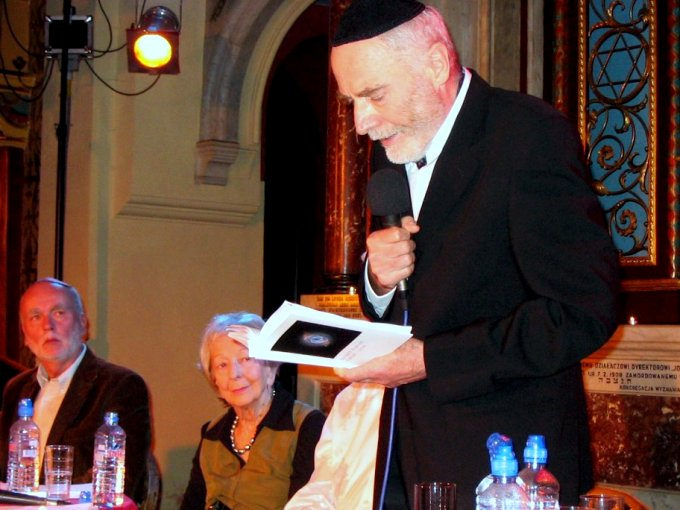
Ryszard Krynicki

- Jeżeli w jakimś kraju 1982
- Ocalenie z nicości 1983
- Wiersze, głosy 1985
- Niepodlegli nicości 1988
- Magnetyczny punkt 1996
- Nie szkodzi 2002
- Kamień, szron 2005
- Wiersze wybrane 2009
- Przekreślony początek 2013
- Ryszard KrynickiHaiku i haiku mistrzów 2014

## Díla vydaná v Česku
- Slovo a zeď, Samizdat, 1987 a 1988.
- Kámen, jinovatka, Burian a Tichák, Olomouc 2006, přel. Václav Burian.
- Magnetický bod, Protimluv, Ostrava 2010, přel. Lenka Daňhelová.

### Další
Jeho báseň Kdo vyhledává samotu (Kto wybiera samotność), kterou zhudebnil Jan Kanty Pawluśkiewicz pro skupinu Anawa, zpívala v Čechách skupina C&K Vocal v pořadu Čas her – Defilé v překladu Ladislava Kantora.